# BCN WP Under 10
BCN WP Under 10 es una competición internacional de waterpolo para niños y niñas hasta 10 años de edad. Se celebra en la localidad de Barcelona y está organizada por el Club Natació Barcelona.
Durante las ediciones realizadas han participado equipos de Italia, Francia, Alemania, Madrid, Andalucía, Aragón y Cataluña.

## Palmarés
| N.º  | Año  | Primero                   | Segundo                          | Tercero                          |
| ---- | ---- | ------------------------- | -------------------------------- | -------------------------------- |
| VIII | 2022 | Club Esportiu Mediterrani | Club Natació Sant Andreu         | Club Natació Terrassa            |
| VII  | 2019 | Rari Nantes Salerno       | Unió Esportiva Horta             | Club Natació Sant Andreu         |
| VI   | 2018 | Club Natació Barcelona    | Centre Natació Mataró            | Unió Esportiva Horta             |
| V    | 2017 | Club Waterpolo Sevilla    | Club Natació Atlètic Barceloneta | Club Natació Molins de Rei       |
| IV   | 2016 | Club Natació Barcelona    | Club Waterpolo Málaga            | Centre Natació Mataró            |
| III  | 2015 | Club Natación Marsella    | Club Natació Barcelona           | Club Natació Atlètic Barceloneta |
| II   | 2014 | Club Natació Barcelona    | Club Natació Molins de Rei       | Club Natación Jerez              |
| I    | 2013 | Club Natació Barcelona    | Rari Nantes Bogliasco            | Club Natació Atlètic Barceloneta |

## Deportividad
Se entregan también premios a la afición más simpática y al juego limpio
| N.º | Año  | Juego limpio                     | Afición más simpática |
| --- | ---- | -------------------------------- | --------------------- |
| II  | 2014 | CN Vallirana                     | Club Natació Montjuïc |
| I   | 2013 | Club Natació Atlètic Barceloneta | AE Santa Eulàlia      |